# Withania frutescens
Withania frutescens är en potatisväxtart som först beskrevs av Carl von Linné, och fick sitt nu gällande namn av Pauquy. Withania frutescens ingår i släktet Withania och familjen potatisväxter. Inga underarter finns listade i Catalogue of Life.

## Bildgalleri

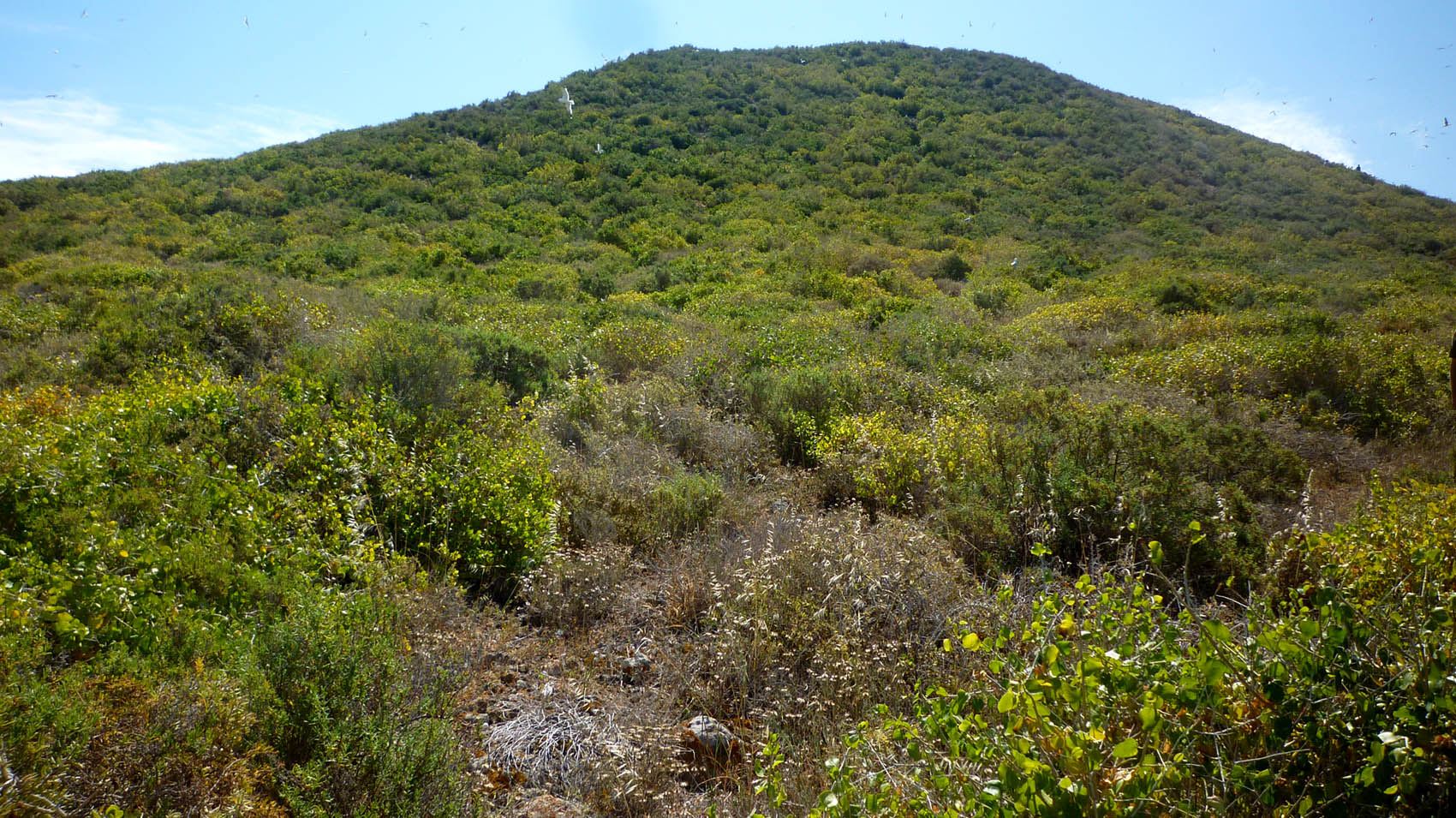